# Steven ten Have
Steven ten Have (De Meern, 30 augustus 1967) is een Nederlands organisatieadviseur en bestuurder, en was van 25 juli 2011 tot 26 maart 2012 voorzitter van de raad van commissarissen van AFC Ajax N.V.

## Levensloop
Ten Have is in 1992 afgestudeerd aan de Universiteit van Utrecht, en heeft het jaar erop aan Nyenrode Business Universiteit zijn doctoraal in bedrijfskunde behaald. In 2002 verdedigde hij aan de Universiteit Twente zijn proefschrift over verandermanagement bij grote internationale ondernemingen als Nokia.
Hij was 10 jaar werkzaam bij adviesbureau Berenschot; de laatste drie jaar als lid van de groepsdirectie en statutair bestuurder. Sinds 25 juli 2011 was hij voorzitter van de raad van commissarissen van de Amsterdamse voetbalclub AFC Ajax N.V..
Naast het voorzitterschap bij Ajax is Ten Have adviseur, lid van de Raad van Commissarissen bij ABN Amro, voorzitter van de Raad van Commissarissen bij Cito, hoogleraar aan de Vrije Universiteit en medeoprichter van Ten Have Change Management.

### Werk
Op 30 maart 2011 maakte het bestuur van AFC Ajax, waaronder voorzitter Uri Coronel, bekend zijn functie ter beschikking te stellen als gevolg van een dreigende impasse na spanningen met clubicoon Johan Cruijff. De ledenraad stelde vervolgens een commissie in die Marjan Olfers, Edgar Davids, Johan Cruijff en Paul Römer voordroeg als leden van de nieuwe Raad van Commissarissen onder leiding van Steven ten Have. De ledenraad ging hiermee akkoord en op 25 juli 2011 stemden de aandeelhouders voor aanstelling. Ten Have werd unaniem gekozen. Eind 2011 ontstond een vertrouwensbreuk tussen Johan Cruijff en Steven ten Have & co. Ondanks veel kritiek bleef Ten Have werkzaam bij Ajax. Op 9 februari 2012 kondigde de Raad aan te vertrekken. Op 26 maart 2012 diende Ten Have zijn ontslag in, samen met Paul Römer. De overige leden bleven aan totdat er nieuwe kandidaten waren voorgedragen.

## Publicaties (selectie)
- Steven ten Have, Wouter ten Have, Barbara Janssen: Het veranderboek. 70 vragen van managers over organisatieverandering. Amsterdam, Mediawerf, 2009. ISBN 978-90-810914-5-9
- Steven ten Have: Veranderen als onderneming. Oratie Vrije Universiteit Amsterdam, 2005.
- Steven ten Have & Wouter ten Have: Het boek verandering. Over het doordacht werken aan de organisatie. Amsterdam, Nieuwezijds, 2004. ISBN 978-90-5261-507-3
- Steven ten Have, Wouter ten Have, Frans Stevens: Key management models. The management tools and practices that will improve your business. London, Financial Times Prentice Hall, 2003. ISBN

978-0-273-66201-3 
- Steven ten Have: Voorbeeldig veranderen. Een kwestie van organiseren. Het besturen van doelgerichte en doelbewuste veranderingen in complexe ondernemingen door richting, consistentie, samenhang en feedback. Proefschrift Universiteit Twente, 2002.

- International Standard Name Identifier: 0000 0003 8467 8232
- Nationale Bibliotheek van Letland: 000305532
- Nationale Bibliotheek van Tsjechië: utb20191040978
- Nationale Bibliotheek van Israël: 987007438691805171
- Nederlandse Thesaurus van Auteursnamen: 147385172
- Virtual International Authority File: 277797599